# مانوئل بدنس
مانوئل بدنس (انگلیسی: Manuel Badenes; ۳۰ نوامبر ۱۹۲۸ – ۲۶ نوامبر ۲۰۰۷) بازیکن فوتبال اهل اسپانیا بود.
از باشگاه‌هایی که در آن بازی کرده‌است می‌توان به باشگاه فوتبال بارسلونا، باشگاه فوتبال رئال ساراگوسا، باشگاه فوتبال رئال وایادولید، باشگاه فوتبال اسپورتینگ خیخون، و باشگاه فوتبال والنسیا اشاره کرد.
وی همچنین در تیم ملی فوتبال اسپانیا بازی کرده‌است.